# Sjamil Basajev
Sjamil Salmanovitj Basajev (russisk: Шамиль Салманович Басаев, tr. Sjamil Salmanovitj Basajev, født 14. januar 1965, død 10. juli 2006) var en tjetjensk nationalistleder og islamist. Han spillede en vigtig rolle både under den første og den anden Tjetjenien-krig. Han har ved flere lejligheder organiseret og udført terrorhandlinger rettet mod civilbefolkningen og har blandt andet påtaget sig skylden for gidseldramaet i Beslan.
Drevet af et ønske om at indføre et islamisk emirat i Kaukasus, skrev han blandt andet bogen: Book of a Mujahideen. Denne omhandler en guerillateknik med at terrorisere og manipulere civilbefolkningen til at acceptere muslimsk overherredømme.
Sjamil Basajev blev dræbt i en russisk militær operation i den russiske republik Ingusjetien 10. juli 2006.